# アルゴノート級潜水艦
| アルゴノート級潜水艦（630t型） | アルゴノート級潜水艦（630t型）                                      |
| ------------------------------ | ------------------------------------------------------------------- |
|                                |                                                                     |
| 艦級概観                       |                                                                     |
| 艦種                           | 二等潜水艦                                                          |
| 艦名                           |                                                                     |
| 前級                           | アリアーヌ級潜水艦                                                  |
| 次級                           | オリオン級潜水艦                                                    |
| 性能諸元                       |                                                                     |
| 排水量                         | 基準：630トン 水中：798トン                                         |
| 全長                           | 63.4m                                                               |
| 全幅                           | 5.2m                                                                |
| 吃水                           | 3.6m                                                                |
| 機関                           | ディーゼル機関2基2軸 水上：1,300馬力 水中：1,000馬力                |
| 速力                           | 水上：14.0kt 水中：9.0kt                                            |
| 航続距離                       | 水上：10ktで4,000海里 水中：5ktで82海里                             |
| 燃料                           | 重油： トン                                                         |
| 乗員                           | 41名                                                                |
| 兵装                           | 35口径7.5cm単装砲1門 8mm機銃1挺 55cm魚雷発射管6門 40cm魚雷発射管2門 |
| 備考                           | 安全潜航深度：80m                                                   |

アルゴノート級潜水艦(フランス語：Les Sous-marin Classe Argonaute)は、フランス海軍の潜水艦の艦級。630トン型、シュネデール・ロブーフ型とも呼ばれる。5隻が1932年から35年にかけて竣工した。

## 概要
先に建造された600t型は操縦性に優れ、大きさの割には魚雷兵装が55サンチ発射管7門と強力であったが、潜航時の復原性や居住性に問題があったといわれ、これを改良した艦の建造を1926年度計画で認められた。これが所謂630トン型である。26年度計画ではシュネデール社とノルマン社に発注され、その内のシュネデール発注分が本級である。
26年度に続き27年度計画で1隻、29年度計画で2隻が建造され、計5隻の陣容となった。

## 同型艦
- アルゴノート （1932年竣工、1945年戦没）
- アレテューズ （1933年竣工、1946年除籍、解体）
- アタラント （1934年竣工、1946年除籍、解体）
- ラ・ヴェスタル （1934年竣工、1946年除籍、解体）
- ラ・シュルターヌ （1935年竣工、1946年除籍、解体）